# Tilly (Eure)
Tilly es una localidad y comuna francesa situada en la región de Alta Normandía, departamento de Eure, en el distrito de Les Andelys y cantón de Écos.

## Demografía
| 408 | 413 | 438 | 410 | 401 | 423 | 405 | 380 | 360 | 336 | 360 | 319 | 322 | 331 | 332 | 329 | 305 | 338 | 298 | 301 | 273 | 261 | 286 | 264 | 277 | 255 | 255 | 239 | 270 | 383 | 457 | 457 |
| Para los censos de 1962 a 1999 la población legal corresponde a la población sin duplicidades (Fuente: INSEE [Consultar]) |     |     |     |     |     |     |     |     |     |     |     |     |     |     |     |     |     |     |     |     |     |     |     |     |     |     |     |     |     |     |     |

## Administración

### Entidades intercomunales
Tilly está integrada en la Communauté de communes Epte-Vexin-Seine. Además forma parte de diversos sindicatos intercomunales para la prestación de diversos servicios públicos:
- Syndicat des eaux du Vexin normand (S.E.V.N.)
- Syndicat intercommunal de gestion et de construction des équipements sportifs de Vernon
- Syndicat de l'électricité et du gaz de l'Eure (SIEGE)
- S.I.V.O.S de Tilly et Hébécourt-Harricourt

### Riesgos
La prefectura del departamento de Eure incluye la comuna en la previsión de riesgos mayores por:
- Presencia de cavidades subterráneas.
- Riesgos derivados del transporte de mercancías peligrosas.
- Riesgos por actividades industriales.

## Lugares y monumentos
- Antiguo priorato de Saulseuse, clasificado como monumento histórico .